# Noeeta sinica
Noeeta sinica är en tvåvingeart som beskrevs av Chen 1938. Noeeta sinica ingår i släktet Noeeta och familjen borrflugor. Inga underarter finns listade i Catalogue of Life.